# Caneta bico de pena

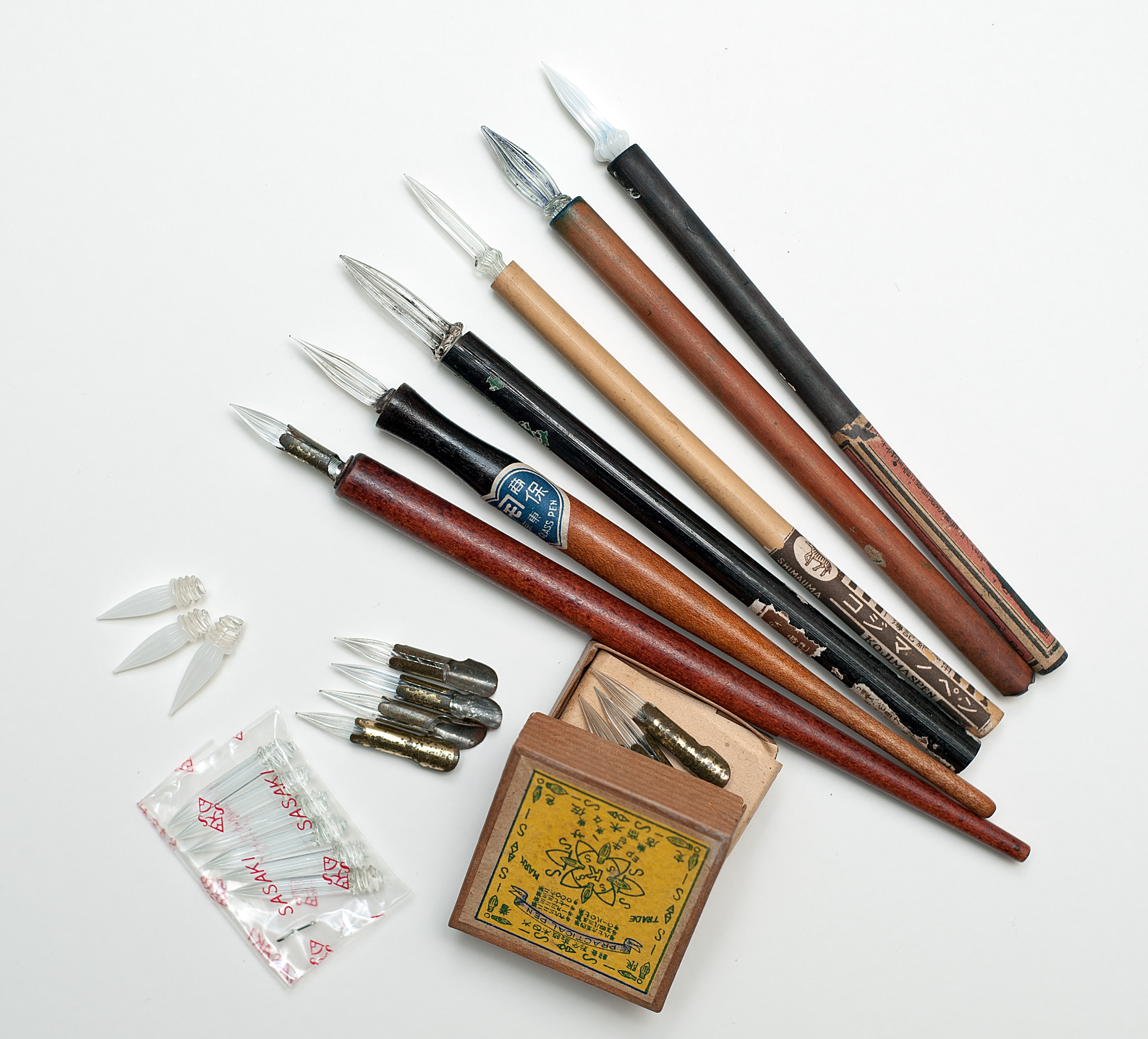

As canetas bico de pena são uma variedade de canetas tinteiro que se utilizam de uma ponta capaz de imitar o efeito da escrita por meio do antigo bico de pena, utilizando-se para tanto de uma ponteira chamada de pena.

## Características
A bico de pena pode ser vendida de diversos modos, sendo a mais barata a pena em si, que deve ser acoplada a uma haste ou suporte. Há um orifício, ligado à ponta por um recorte, que serve de canaleta. Quando a bico de pena é mergulhada em tinta, a tensão superficial faz com que ela se fixe nesse buraco, e então vá escorrendo pela canaleta até a ponta. Dependendo da pressão exercida, o traço varia de grossura. Suportes de bico de pena podem ser comprados avulsos, uma vez que é muito mais confortável usar um suporte que se adapte bem à sua mão. Artistas que não usam um suporte adequado geralmente têm um calo no dedo médio.